# Pipiza luteibarba
Pipiza luteibarba är en tvåvingeart som beskrevs av Vujic, Radenkovic och Polic 2008. Pipiza luteibarba ingår i släktet gallblomflugor, och familjen blomflugor.
Artens utbredningsområde är Serbien. Inga underarter finns listade i Catalogue of Life.